# Bainitická tvárná litina
Bainitická tvárná litina (Austempered Ductile Iron – ADI, Bainitisches Gusseisen mit Kugelgrafit)

## Definice
Mezinárodně se pro bainitickou tvárnou litinu ujala anglická zkratka ADI.
ADI je izotermicky tepelně zpracovaná tvárná litina. Tento materiál vyniká velmi příznivou kombinací pevnosti, tažnosti, dynamickou pevností a otěruvzdorností. Základní hmota ve struktuře ADI je podobná bainitu a sestává z jehličkového feritu a uhlíkem nasyceného austenitu. Na rozdíl od bainitu nebyly zde nalezeny karbidy. Tato struktura je také označována v literatuře jako ausferit.

## Vlastnosti ADI
Mechanické vlastnosti ADI jsou popsány v evropské normě DIN EN 1564.
| Označení      | Pevnost v tahu Rm v N/mm² | 0,2% Hranice Rp 0,2 v N/mm² | Tažnost A v % |
| ------------- | ------------------------- | --------------------------- | ------------- |
| EN-GJS-800-8  | 800                       | 500                         | 8             |
| EN-GJS-1000-5 | 1000                      | 700                         | 5             |
| EN-GJS-1200-2 | 1200                      | 850                         | 2             |
| EN-GJS-1400-1 | 1400                      | 1100                        | 1             |

Opracovatelnost odlitků po provedeném izotermickém tepelném zpracování je obtížná a v převážné většině případů možná jenom broušením. Z tohoto důvodu je nutné odlitky již před tepelným zpracováním na míru opracovat. Rozměrově se musí brát zřetel na nepatrné změny objemu způsobené změnou kovové struktury.

## Výroba
Výchozím materiálem jsou odlitky z tvárné litiny. Aby bylo možné odlitky tepelně zpracovat aniž by vznikl ve struktuře perlit je nutné ovlivnit pozici tzv. perlitického a bainitického nosu v IRA (izotermický rozpad austenitu) diagramu (viz obr.1), Z tohoto důvodu je tvárná litina určená pro ADI zpravidla legována malými obsahy mědi, molybdenu, manganu a niklu. Úspěšné tepelné zpracování je možné pouze za předpokladu, že odlitky vykazují dobrou makroskopickou a mikroskopickou homogenitu (rovnoměrné rozmístění grafitu, minimální počet grafitových kuliček 100/mm², maximální počet nekovových vměstků 0,5%, maximální porozita 1%).

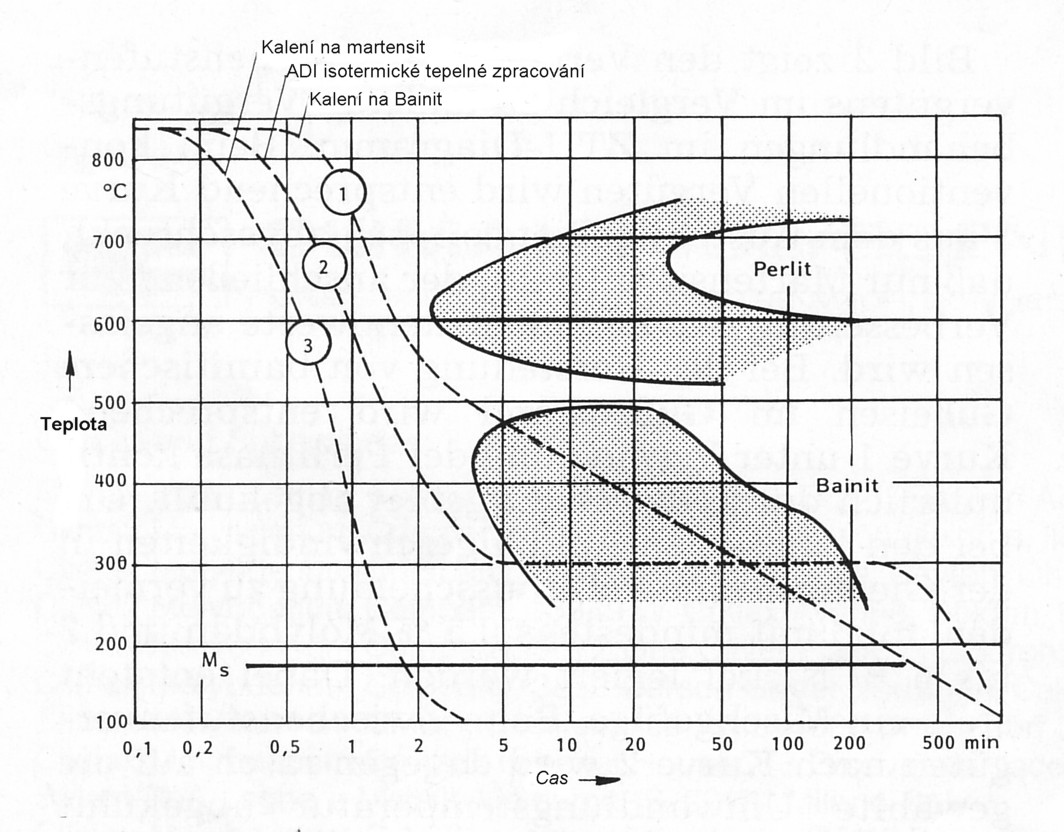
Obr.1. Isotermický rozpad Austeniti IRA

Odlitky, které jsou zpravidla opracovány na míru, jsou v peci s ochrannou atmosférou austenitizovány při teplotách mezi 900 - 950 °C. Doba setrvání na austenitisační teplotě je závislá na tloušťce stěn odlitků a jejich chemickém složení.

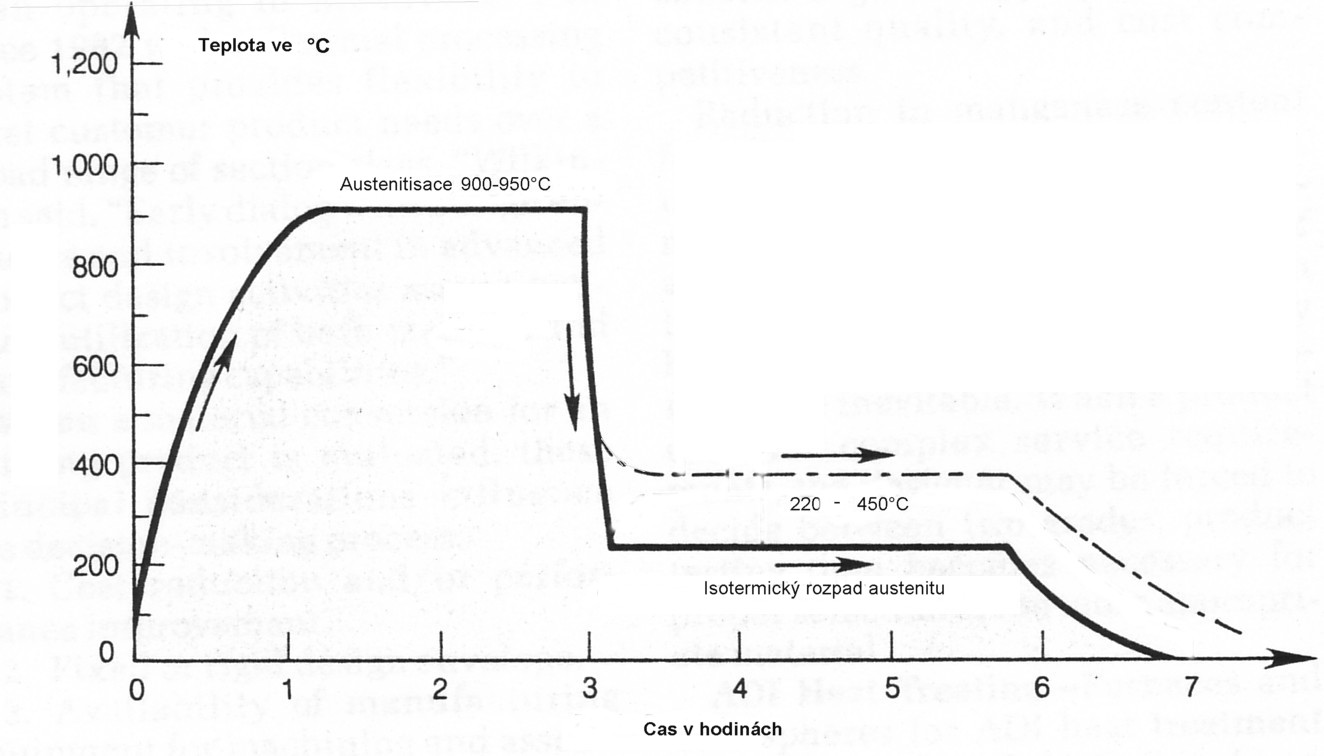
Obr.2 ADI tepelné zpracování

Po úplném austenitisování jsou odlitky prudce ochlazeny na požadovanou teplotu izotermického rozpadu austenitu. Jako ochlazovací a také udržovací médium je často používána solná lázeň. Teplota isotermického rozpadu austenitu určuje mechanické vlastnosti ADI a leží mezi 220 - 450 °C. Čím je teplota vyšší, tím je výsledná struktura „měkčí“, tj. nižší pevnost, vyšší tažnost. Schematický průběh tepelného zpracování je znázorněn na obr.2. Izotermická fáze trvá hodiny a její doba se určuje podle příslušných IRA křivek. Je prováděna buď v solných lázních nebo v peci.

## Oblasti použití ADI
Výhodná kombinace mechanických vlastností - vysoká houževnatost, dobrá tažnost, vysoká otěruvzdornost, tvrdost a vysoká pevnost v tahu - předurčuje ADI k použití na náročné komponenty ve strojírenském a automobilovém průmyslu. Typické ADI výrobky jsou ozubená kola, klikové hřídele pro těžké dieselovy motory, kola lokomotiv, lisovací nástroje apod.